# مچ‌کشی

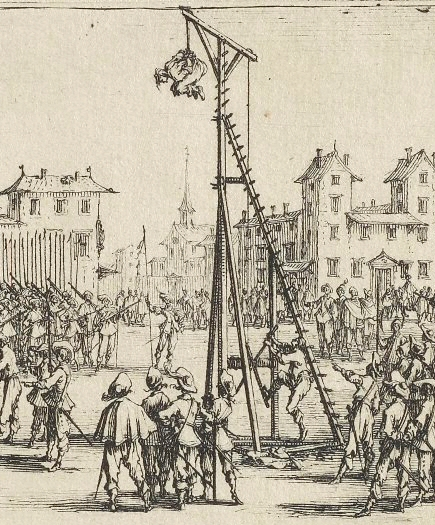
استراپادو (آلت و تسمه برای مچ آویز کردن) اثر ژاک کالو ، چاپ در گالری هنری نیو ساوت ولز، 1633

مُچ‌کِشی یکی از روش‌های شکنجه است که طی آن مچ‌های دست قربانی از پشت سر بسته می‌شود و سپس فرد قربانی با طناب یا تسمه از مچ‌ها در هوا آویزان نگه داشته می‌شود. این شکنجه در بیشتر موارد به در رفتن شانه‌ها از جا می‌انجامد.
گاه برای افزایش درد شکنجه، در هنگام مچ‌کشی وزنه‌هایی نیز به پای قربانی می‌آویزند.
این روش بیشتر در سده‌های میانه در جریان تفتیش عقاید مذهبی استفاده می‌شد ولی امروزه نیز در برخی کشورها از جمله ترکیه رایج است. 